# Clethrionomys centralis
Clethrionomys centralis is een zoogdier uit de familie van de Cricetidae. De wetenschappelijke naam van de soort werd voor het eerst geldig gepubliceerd door Miller in 1906.

## Voorkomen
De soort komt voor in China en Kirgizië.